# Haim Alexander
Haim Alexander (nascut com a Heinz Alexander; en hebreu: חיים אלכסנדר), (Berlín, 9 d'agost de 1915 – Jerusalem, 18 de març de 2012) fou un compositor, pianista i professor de música hebreu de nacionalitat alemanya. Se'l reconeix com un dels fundadors de l'Acadèmia de Música de Jerusalem (posteriorment la Jerusalem Academy of Music and Dance)

## Biografia
Haim Alexander neix a Berlín el 9 d'agost de 1915. Comença des de petit els seus estudis musicals a la capital alemana, aprenent a tocar al piano en el Conservatori Stern de Berlin i participant de la coral infantil de l'Escola Superior de Música de Berlin (Hochschule für Musik). Els seus estudis es veuen troncats per culpa de la persecució nazi i el 1936, el mateix any en què es veu forçat a abandonar els estudis al conservatori, emigra a Palestina.
Als 21 anys continua estudiant, ara amb Stefan Wolpe com a mestre mestre de composició i Irma Wolpe-Schoenberg i Ilona Vince-Kraus com a professors de piano. Per guanyar-se la vida, durant aquests anys treballa com a pianista de jazz en un cafè de Jerusalem, revelant-se com a excel·lent improvisador.
Finalitzada la seva etapa de formació, Haim Alexander va dedicar tota la seva vida a la docència musical. Fou un dels fundadors de l'Academia de Música de Jerusalem (que més endavant esdevindria la Jersualem Academy of Music and Dance) i allà fou mestre de composició, piano, harpiscord, improvisació i teoria. També impartí lliçons als departaments de musicologia a la Universitat de Tel-Aviv, a la Universitat Hebrea de Jerusalem, a l'Institut Jaques-Dalcroze de Ginebra i a la Universitat de Nova York.
Haim Alexander va participar durant els anys 50 dels seminaris d'Avantguarda realitzats a Darmstadt, fet que va influenciar notablement el seu estil compositiu.
Finalment, el compositor va morir el 18 de Març a Jerusalem, ciutat on havia desenvolupat la major part de la seva carrera i a la qual va dedicar diverses obres.

## La música de Haim Alexandre[2]
La música de Haim Alexandre es caracteritza per una alta eclecticitat, abastant gran quantitat d'estils i estètiques diferents. La seva obra inclou des d'un estil post-Romàntic carregat de cromatismes (Variations, 1947) a peces de caràcter folklòric inspirades en la música d'orient pròxim (Sis dances israelianes, 1949-1951), passant per molts altres estils com poden ser el dodecafònic i serial - especialment després del curs a Darmstadt - (Merubaim, Rubayat, 1963 i Tavniot, 1973), l'estil propi de les dances aràbiques (Nabut, 1971), el neo-classicisme (Piano Concerto, 1982) i l'expressionisme atonal (Shirei Ahavah ve'Tzippia, 1985).
A més, el 1971 va ser comissionat pel National Sound Archives de Jerusalem per a transcriure peces tradicionals jueves, les quals va arranjar i instrumentar a l'estil del Gebrauchsmusik, la música utilitària.
Haim Alexander va ser un dels molts compositors jueus forçats a emigrar durant el Tercer Reich i la Segona Guerra Mundial que es van haver d'enfrontar a la tensió de generar una música de caràcter nacional per a Israel sense abandonar l'herència musical de la cultura Europea occidental. És per això que en la seva obra – que inclou obres orquestrals, de càmera, per a piano, coral i cançons populars – trobem sovint la conjunció de música popular amb el tractament propi de la música ‘culta’ europea del segle xx.